# Карликовая земляная горлица
Карликовая земляная горлица (лат. Columbina minuta) — вид птиц семейства голубиных. Выделяют четыре подвида. Распространены в Центральной и Южной Америке. Не находится под угрозой исчезновения.

## Описание
Карликовая земляная горлица — небольших размеров птица с длиной тела 15 см, что делает её одним из самых маленьких видов голубей в роде Columbina и одним из самых маленьких видов голубиных вообще. Окраска оперения очень похожа на окраску Columbina passerina, хотя у этого вида отсутствуют чёрные пятна по бокам шеи и груди.
Оперение головы и шеи голубовато-серое. Верхняя сторона тела матово-серо-коричневая. Крылья чуть более рыжеватые. Нижняя сторона тела светло-винно-рыжеватого цвета. Клюв чёрный. Ноги красноватые.

## Распространение и образ жизни
Ареал очень разобщён. Популяции встречаются на юге Мексики, в прибрежной зоне Гватемалы, Сальвадора и Белиза. Вид отсутствует в Гондурасе, но встречается в Никарагуа. Колонизированы также Коста-Рика, Панама и запад Колумбии. Другая область распространения простирается через восточную Бразилию, Боливию, Парагвай и северо-восток Аргентины. Ещё одна популяция встречается от юго-запада Эквадора до Перу. В Центральной Америке вид можно встретить на высоте до 750 метров над уровнем моря. Однако в Перу они обитают и на высоте 2100 метров.
Местом обитания являются сухие саванны, субтропические и тропические засушливые кустарниковые степи, субтропические и тропические луга, сезонные тропические и субтропические аллювии и светлые вторичные леса. Днём они держатся на земле и бегают, а не взлетают. Ночью, напротив, садится на землю. Питаются семянами. Сезон размножения зависит от региона распространения. Например, в Венесуэле вид размножается круглый год. Однако пик сезона размножения приходится на период с апреля по ноябрь. Гнездо очень хрупкое и строится на земле или низко в подлеске. Кладка состоит из двух белых яиц. Период инкубации составляет 13-14 дней. Птенцы оперяются через 12—14 дней.

## Разведение
Карликовая земляная горлица впервые была выведена в Великобритании в 1899 году. В 1908 году в этой же стране он был впервые разведён в искусственной среде. Разведение считается непростой задачей, так как вид очень чувствителен к беспокойству. Для разведения этого вида в качестве кормилиц часто используют бриллиантовых полосатых горлиц.